# Aegis Group
Aegis Group este o companie de marketing și comunicare din Marea Britanie.
Din grupul Aegis fac parte agenția de cercetare de piață Synovate, agențiile de media Carat și Vizeum, rețeaua de agenții care oferă servicii de marketing digital Isobar și agenția de comunicare „out-of-home“ Posterscope.
Cifra de afaceri în 2007: 1,1 miliarde GBP

## Aegis Group în România
Compania deține în România firma Tempo Media, pe care a achiziționat-o în anul 2008, precum și prin agenția Carat.
În anul 2008, Tempo Media a avut o cifră de afaceri de 6 milioane euro, iar Carat de 8,8 milioane euro.